# Neuroetología

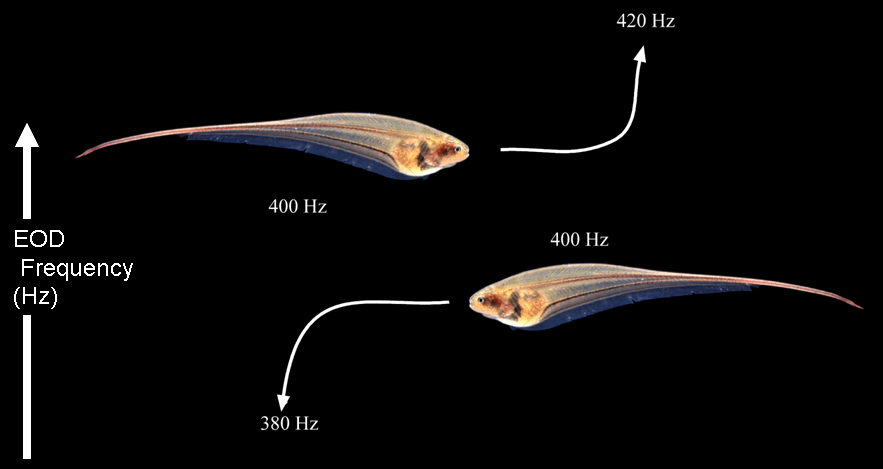
Respuesta de peces ante el estímulo de pequeños pulsos eléctricos.

Neuroetología ("neuro" del griego; relacionado con células nerviosas, "ethos" del griego, hábito o costumbre) es el enfoque evolutivo y comparativo del estudio de la conducta animal y sus correlatos en el sistema nervioso. Esta rama interdisciplinaria de la neurociencia intenta comprender como el sistema nervioso central traduce estímulos que son biológicamente relevantes a actividades biológicas, en un intento de elucidar la estructura y funcionamiento de la "caja negra" que controla las conductas naturales de los animales normalmente referidas como "conductas instinctuales" o "conductas innatas". 
Como su nombre implica, la Neuroetología es un campo interdisciplinario que incluye a la neurobiología (el estudio del sistema nervioso) y la etología (el estudio de la conducta en entornos naturales). Un tema central en el campo de la Neuroetología, que lo separa de otros campos en la neurociencia, es el enfoque en conductas que pasan en entornos naturales, que pueden ser entendidos como aquellas conductas que se originan de selección natural -como encontrar parejas, navegación, locomoción, evasión de predadores) más que un enfoque en estados de enfermedad o conductas que son propias de un laboratorio. La Sociedad Internacional de Neuroetología International Society for Neuroethology (ISN) fue fundada en la convención del Instituto de Estudios Avanzados de la OTAN, „Advances in Vertebrate Neuroethology“ (August 13-24, 1981) organizada por J.-P. Ewert, D.J. Ingle y R.R. Capranica, en la Universidad de Kassel en Hofgeismar, Alemania (cf. report Trends in Neurosci. 5:141-143,1982). El primer presidente de la ISN fue Theodore H. Bullock. LA ISN se ha reunido cada tres años desde su primera junta en Tokio, en 1986.

## Filosofía
La neuroetología es un enfoque interactivo para resolver problemas en la conducta animal de manera interdisciplinaria. Normalmente los neuroetologos deciden estudiar animales que son "especialistas" en una conducta en específico que el investigador desea conocer a fondo, como las abejas en su conducta social, los murciélagos y la ecolocación o los búhos en localización de sonidos. El enfoque surge de la idea de que los sistemas nerviosos de los animales han evolucionado para resolver problemas de percibir y actuar en ciertos nichos y no en otros. Por tanto, se entiende en el dogma neuroetológico que el sistema nervioso de un animal dado es mejor entendido en el contexto del problema que dado animal ha evolucionado para resolver. 
El enfoque del estudio de este campo se puede resumir en lo que Jörg-Peter Ewert, pionero de la neuroetología, considera que son las preguntas que este campo debe resolver en su texto introductorio a la neuroetología de 1980: 
1. ¿Cómo se detecta un estímulo por parte de un organismo?
2. ¿Cómo se representan estos estímulos en el sistema nervioso?
3. ¿Cómo se adquiere, guarda y recuerda la información de un estímulo?
4. ¿Cómo se traduce un patrón conductual en redes neuronales?
5. ¿Cómo se controla y coordina una conducta en el sistema nervioso?
6. ¿Cómo podemos relacionar mecanismos neuronales al desarrollo ontogenico de la conducta?

Para responder a estas preguntas, normalmente es necesario usar metodologías comparadas, tomando el conocimiento previo de los sistemas nerviosos de organismos relacionados, sus anatomías, historias clínicas, conductas y nichos. Aunque es normal que muchos experimentos neurobiológicos den lugar a preguntas conductuales, usualmente los neuroetologos comienzan sus preguntas desde la conducta en el entorno natural del animal de estudio. Otros enfoques para entender sistemas nerviosos incluyen aquellos de enfoque de identificación de sistemas, que es popular en ingeniería, que se basa en estimular un sistema usando un sistema artificial con ciertas propiedades de interés, para así analizar la manera en la que opera dicho sistema.Este enfoque funciona bien para sistemas lineales, pero considerando que el sistema nervioso no lo es, este enfoque tiene limitaciones evidentes, argumento que se apoya con experimentos en el sistema auditivo, donde las respuestas a sonidos complejos no puede predecirse desde el estudio con tonos puros debido a la falta de linealidad del sistema. 
La neuroetología actual toma gran influencia de las técnicas disponibles. Los enfoques neuronales empleados son necesariamente diversos, en proporción a la diversidad de preguntas que intentan entenderse. Desde 1984, se han usado tintes intracelulares, laminas celulares con electrodos intracelulares, neurociencia computacional, genética molecular y neuroendocrinologia.En todo caso, un neuroetologo debe escoger el nivel adecuado de simplicidad para contestar las preguntas que a la neuroetologia le interesa responder. 
Críticas a la neuroetología incluyen el considerarla una rama de la neurociencia más "trivia de animales". Sin embargo, el enfoque en sistemas que no son convencionales (como Drosophila sp., C. elegans or Danio rerio) ha ayudado a encontrar respuestas a problemas antes no vistos, como lo es la inhibición lateral, la detección coincidente o los mapas sensoriales. La disciplina de la neuroetología también es la única disciplina que ha encontrado y descrito la única conducta para la cual se ha explicado todo el circuito neuronal -la respuesta de evasión de interferencia de los peces eléctricos. Más allá de sus contribuciones conceptuales, la neuroetología ha hecho contribuciones indirectas al avance de la salud humana. Al intentar entender sistemas nerviosos más simples, muchos médicos han usado conceptos que la neuroetología y otras ramas de la neurociencia descubrieron para encontrar la cura de enfermedades humanas devastadoras.

## Libros de referencia
- Zupanc, Günther K.H. (2004). Behavioral Neurobiology an Integrative Approach. Oxford University Press. New York.
- Carew, Thomas, J. (2000) Behavioral Neurobiology: The Cellular Organization of Natural Behavior. Sinauer, Sunderland Mass.
- Simmons, Peter & Young, David (1999) Nerve cells and animal behaviour. Second Edition. Cambridge University Press. New York.
- Camhi J. (1984) Neuroethology: Nerve Cells and the Natural Behavior of Animals. Sinauer Associates.
- Guthrie, D.M. (1980) Neuroethology: An Introduction. Wiley, New York.
- Ewert, J.-P. (1980) Neuroethology: An Introduction to the Neurophysiological Fundamentals of Behaviour. Springer-Verlag, New York.
- Ewert, J.-P. (1976) Neuroethologie: Einführung in die neurophysiologischen Grundlagen des Verhaltens. HT 181. Springer-Verlag Heidelberg, Berlin, New York.
- Roeder, K.D. (1967) Nerve Cells and Insect Behavior. Harvard University Press, Cambridge Mass.